# St. Sebastian (Oberkirchberg)

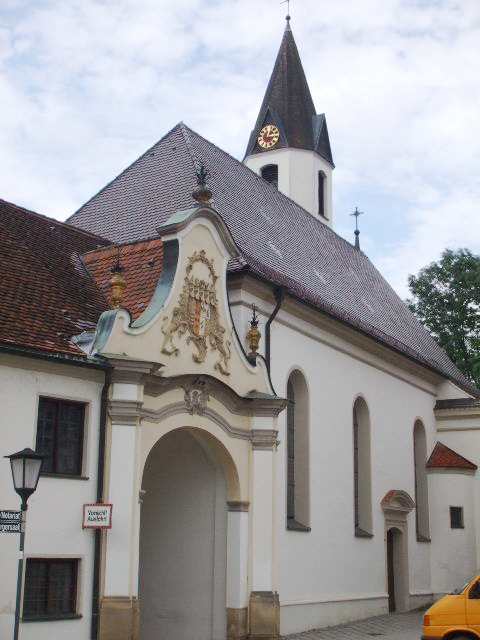
Blick von Süden auf die Pfarrkirche St. Sebastian in Oberkirchberg (links ein Durchgang zum dortigen Fuggerschloss)

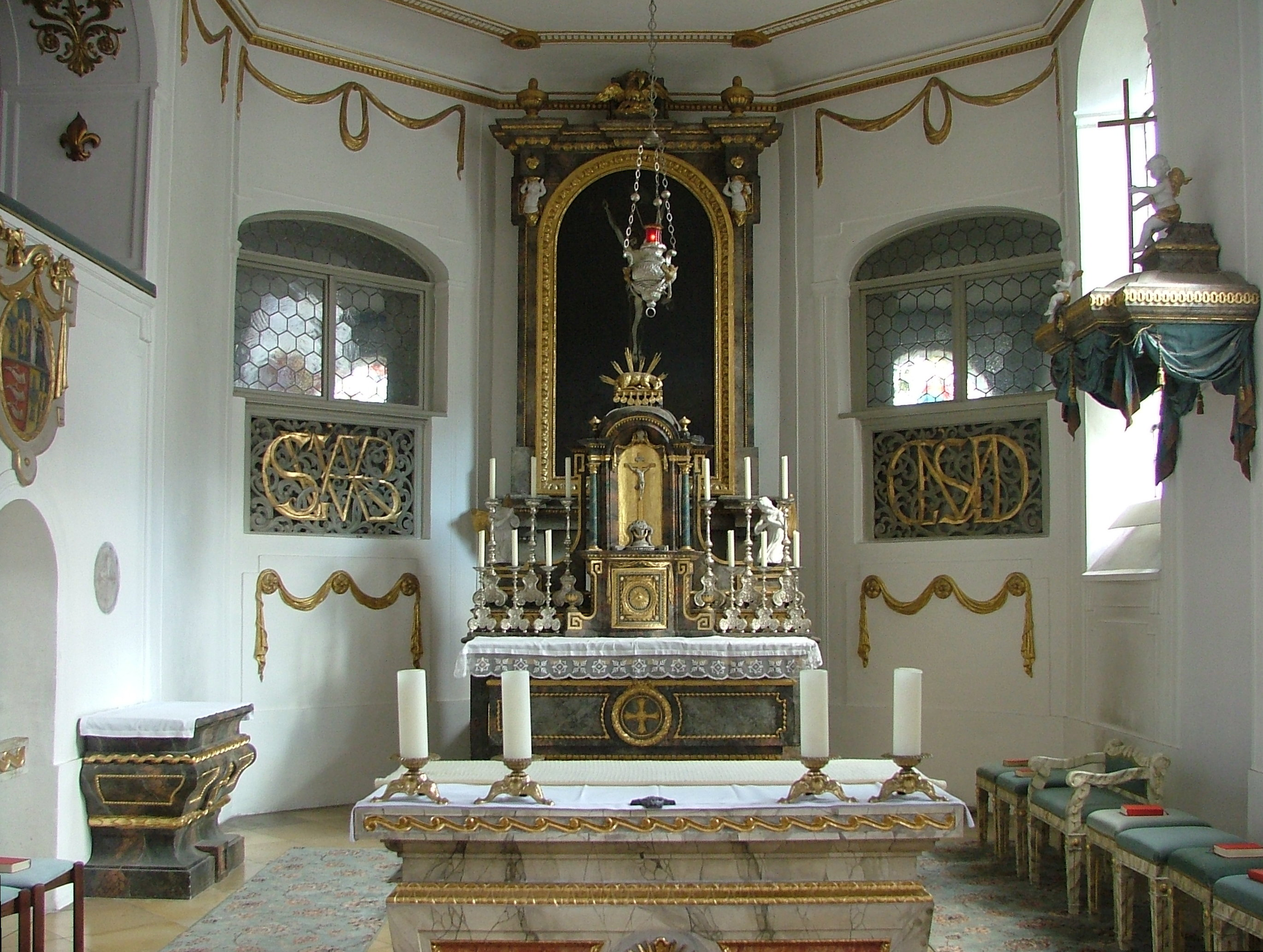
Chor der Pfarrkirche St. Sebastian in Oberkirchberg, noch mit der Ausstattung von vor der Renovierung 2019–21

Die Kirche St. Sebastian ist die Pfarrkirche der römisch-katholischen Kirchengemeinde Oberkirchberg, einem Teilort der Gemeinde Illerkirchberg im östlichen Alb-Donau-Kreis in Baden-Württemberg. Sie ist Teil der Seelsorgeeinheit Iller-Weihung im Dekanat Ehingen-Ulm in der Diözese Rottenburg-Stuttgart. Die 1514 erbaute Kirche ist dem Heiligen Sebastian gewidmet, ihr Patronatsfest wird daher am 20. Januar gefeiert.

## Geschichte
Die Kirche wurde 1514 als Burgkapelle errichtet und 1818 zur Pfarrkirche erhoben. 1886 wurde der romanische Satteldachturm erhöht und erhielt zugleich einen Spitzhelm.
Die zur Kirche gehörende Gemeinde hatte bis 1985 einen eigenen Pfarrer, danach teilte sie sich bis 2001 einen mit der Pfarrkirche St. Martin in Unterkirchberg. Seither erfolgt die pastorale Betreuung im Rahmen der Seelsorgeeinheit Iller-Weihung.
Eine umfassende Innen- und Außensanierung des Gebäudes erfolgte zwischen 2019 und 2021. Sie fand ihren Abschluss mit einer neuerlichen Altarweihe am 28. November 2021.

## Beschreibung
Das Gebäude liegt auf dem Schlossberg im Südosten des Orts, nur rund 100 Meter von der weiter östlich gelegenen Landesgrenze zu Bayern entfernt. Von außen unmittelbar angebaut ist im Westen einer der Zugänge zum Fuggerschloss Oberkirchberg, im Osten um Turm und Chor herum eines von dessen Nebengebäuden.
Die Kirche hat die Form eines Saalbaus mit kleinem Querhaus und zusätzlichem Chor. Die Stukkaturen sowie die ursprünglichen Altäre sind klassizistisch.
Im Rahmen der Renovierung von 2019 bis 2021 wurde ein Künstlerwettbewerb für die liturgischen Orte bzw. Gegenstände Altar, Ambo, Sedilien, Kredenz und Altarleuchter ausgerufen. Zugleich sollte ein neuer Ort für den vorhandenen Taufstein gefunden werden. Daraus gingen in moderner Formensprache gehaltene Entwürfe von Alois Landmann als Sieger hervor.

## Ausstattung
Von den zahlreichen Gemälden in dem Raum zeigt dasjenige im linken Seitenaltar die Kirchberger Gräfin Ida von Toggenburg, dasjenige im rechten Seitenaltar dagegen die Anbetung des Jesuskinds durch die Heiligen Drei Könige.

## Orgel
Eine Vorgängerorgel der jetzigen wurde 1903 durch die Gebrüder Späth aus Ennetach erbaut und 2006 in die Pfarrkirche St. Antonius in Saarhölzbach verbracht. Das aktuelle Instrument wurde 2006 von dem Orgelbaumeister Eduard Wiedenmann aus Oberessendorf erschaffen und verfügt über 21 Register auf zwei Manualen sowie Pedal, zuzüglich eines Vorabzugs. Seine Spiel- und Registertraktur ist mechanisch, auch die vier Koppeln laufen rein mechanisch. Die Disposition des Schleifladeninstruments lautet wie folgt:
| I Hauptwerk C–g3 |                               |       |
| 1.               | Principal                     | 8′    |
| 2.               | Viola da Gamba                | 8′    |
| 3.               | Holzgedeckt                   | 8′    |
| 4.               | Octave                        | 4′    |
| 5.               | Hohlflöte                     | 4′    |
| 6.               | Quinte                        | 2 ⁄3′ |
| 7.               | Octave                        | 2′    |
|                  | Octave (= Vorabz. von Nr. 8)0 | 1′    |
| 8.               | Mixtur IV                     | 1 ⁄3′ |
| 9.               | Trompete                      | 8′    |
|                  | Tremulant                     |       |

| II Schwellwerk C–g3 |               |        |
| 10.                 | Rohrflöte     | 8′     |
| 11.                 | Salicional    | 8′     |
| 12.                 | Traversflöte0 | 4′     |
| 13.                 | Nazard        | 2 ⁄3′  |
| 14.                 | Flageolett    | 2′     |
| 15.                 | Terz          | 1 3⁄5′ |
| 16.                 | Sifflöte      | 1′     |
| 17.                 | Oboe          | 8′     |
|                     | Tremulant     |        |

| Pedal C–f1 |            |     |
| 18.        | Subbass    | 16′ |
| 19.        | Octavbass0 | 8′  |
| 20.        | Gemshorn   | 8′  |
| 21.        | Fagott     | 16′ |

- Koppeln:
  - Normalkoppeln II/I, I/P, II/P
  - Suboktavkoppel II/I

## Glocken
Das dreifache Geläut ist auf die Schlagtöne fis1, gis1 und h1 gestimmt.